# Parnassius hardwickii
Espèce
Parnassius hardwickii ou Apollon bleu commun est une espèce d'insectes lépidoptères de la famille des Papilionidae, de la sous-famille des Parnassiinae et du genre Parnassius.

## Dénomination
Parnassius hardwickii a été décrit par John Edward Gray en 1831.

### Nom vernaculaire
Parnassius hardwickii se nomme Common Blue Apollo en anglais.

## Description
Parnassius hardwickii est un papillon qui présente des différences qui peuvent être dues uniquement à l'altitude à la saison. Ce papillon au corps velu présente dans sa forme la plus claire des ailes blanches veinées de marron et marquées de noir dans leur partie basale et le long du bord interne des ailes postérieures, avec les ailes antérieures ornées de marques noires au bord costal et d'une bande marginale grise surmontée d'une ligne submarginale de chevrons gris, et aux ailes postérieures d'une ligne submarginale d'ocelles gris cernés de noir et de deux taches rouges cernées de noir. Les formes foncées comportent des parties basales et distales grises et de plus nombreuses taches rouges.

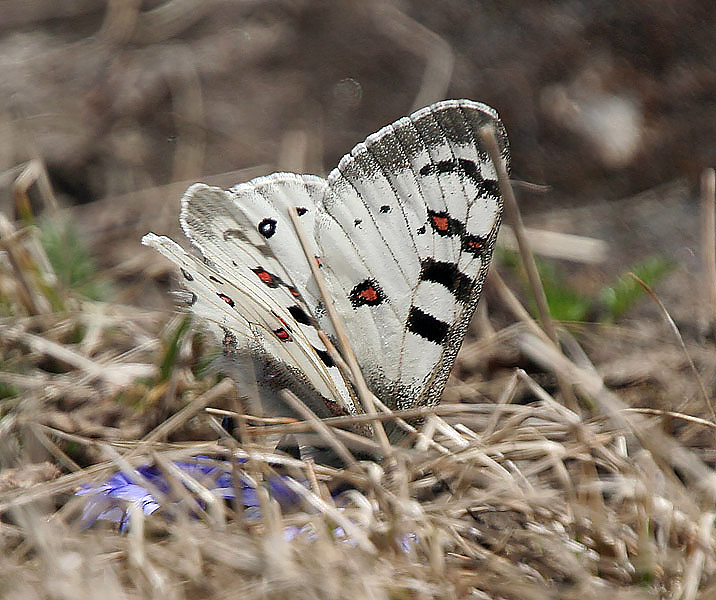
Parnassius hardwickii.

## Biologie

### Plantes hôtes
Les plantes hôtes sont des Saxifragaceae.

## Écologie et distribution
Parnassius hardwickii est inféodé à l'Himalaya, il est présent dans le nord de l'Inde et du Pakistan, au Népal, au Bhoutan] et dans le sud-ouest de la Chine,.

### Biotope
Parnassius hardwickii réside dans l'Himalaya, en très haute montagne entre 2 500 m et 5 000 m.